# Pamir (velero)
Pamir fue una bricbarca de cuatro mástiles construido para la compañía naviera alemana F. Laeisz. Uno de sus famosos buques tipo Flying P-Liners, fue el último velero comercial en doblar el Cabo de Hornos, en 1949. En 1957, había quedado obsoleto ante los graneleros modernos y no podía operar con ganancias. La incapacidad de su consorcio naviero para financiar reparaciones muy necesarias o para contratar suficientes oficiales entrenados en navegación causó graves dificultades técnicas. El 21 de septiembre de 1957, quedó atrapado en el huracán Carrie y se hundió frente a las islas Azores, con solo seis sobrevivientes rescatados después de una extensa búsqueda.

## Hundimiento

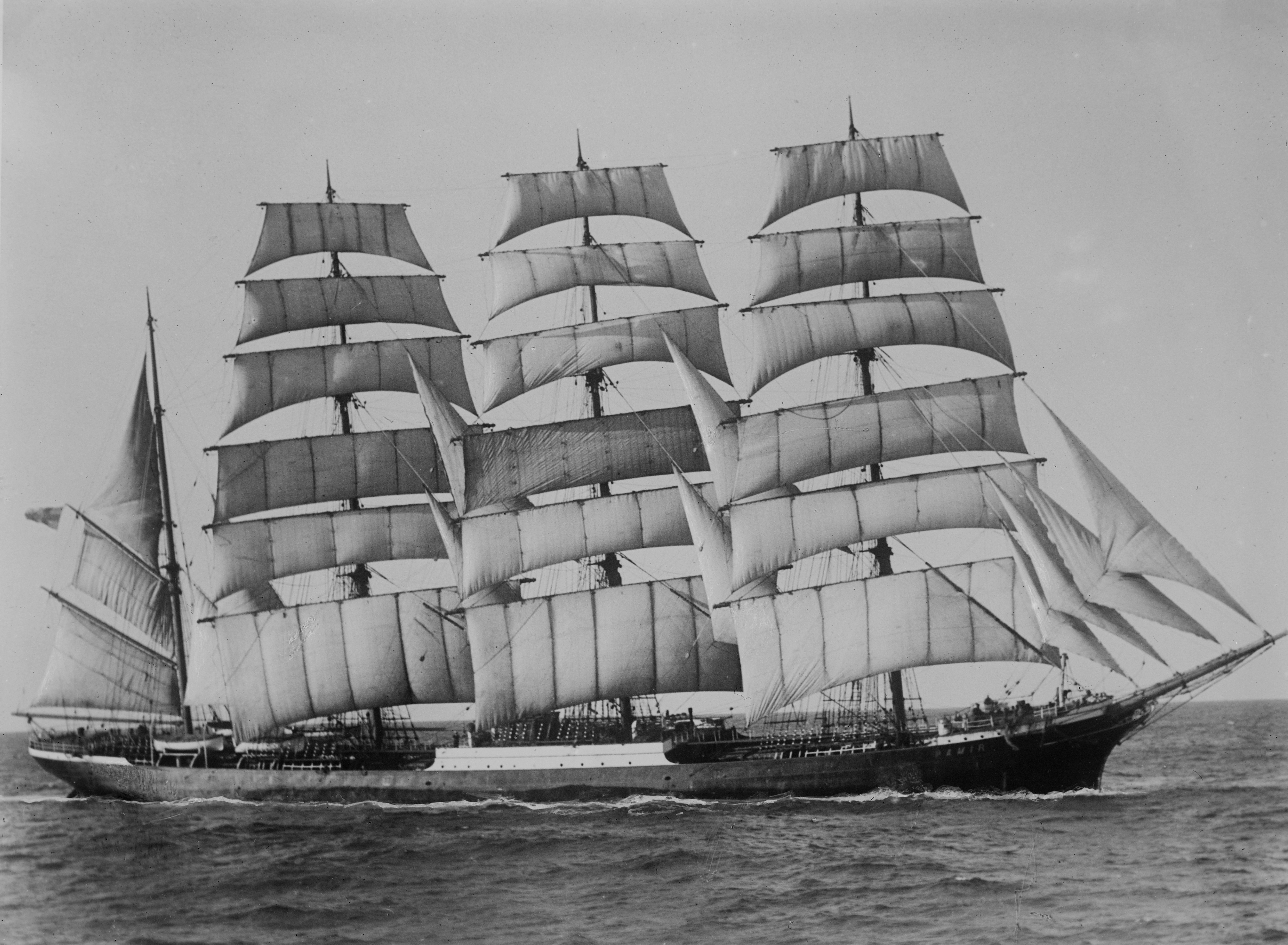
El Pamir antes de 1940.

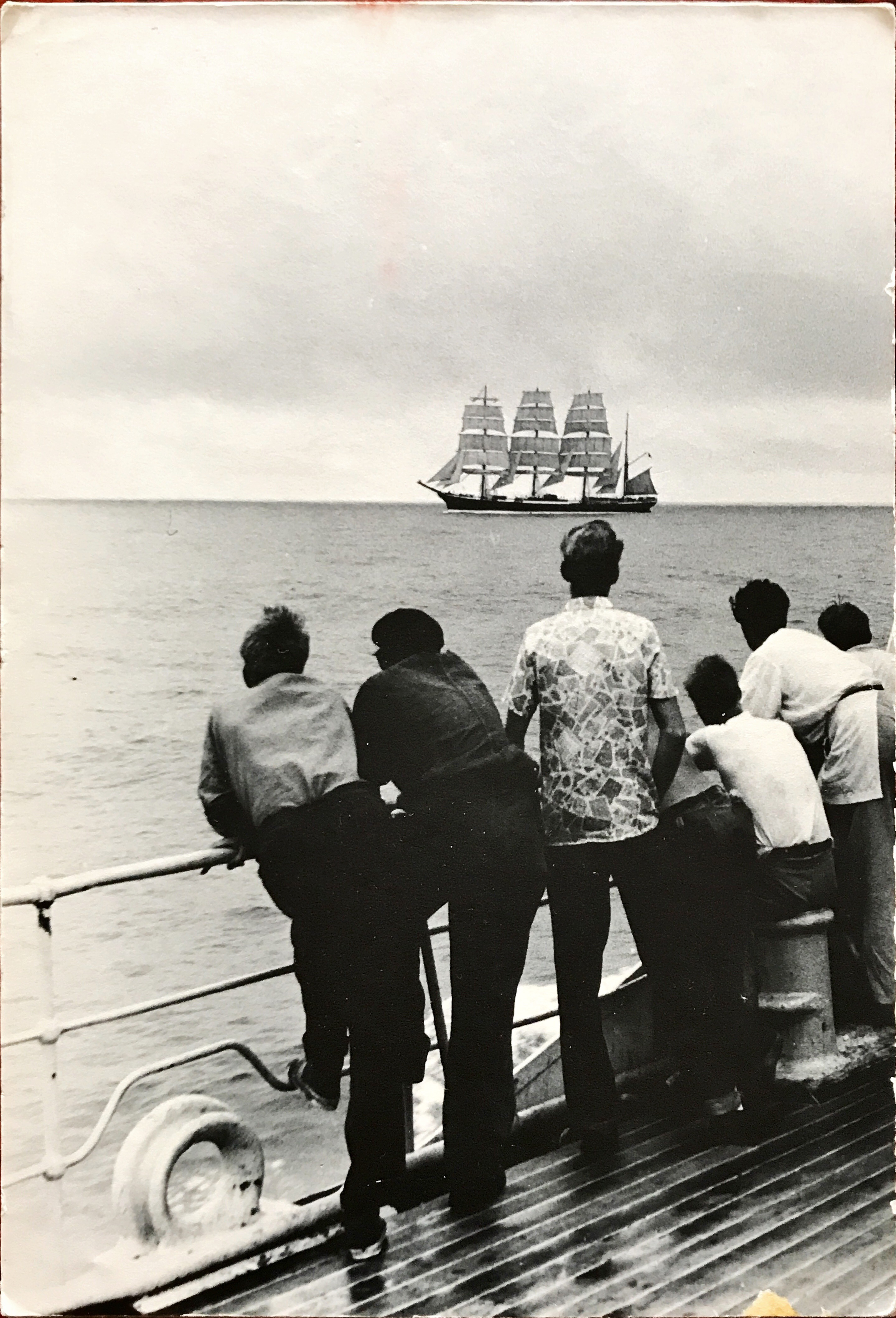
Posible última imagen del Pamir.

Debido a problemas de salud, su capitán titular, Hermann Eggers, había sido reemplazado por el capitán Johannes Diebitsch, que había navegado en ella cuando era un joven marinero y había comandado barcos de entrenamiento de vela, pero tenía poca experiencia como capitán de barcos de carga. Su primer oficial, Rolf Köhler, tenía solo 29 años en ese momento, y escribió que estaba "adelgazando de ira" por el estado del barco y que tenía la intención de abandonar la tripulación del barco después de llegar a casa del siguiente viaje. El capitán Diebitsch fue criticado por ser un oficial duro e inflexible.
El 10 de agosto de 1957, partió de Buenos Aires con destino a Hamburgo con una tripulación de 86 personas, incluidos 52 cadetes. Su carga de 3.780 toneladas de cebada se almacenó suelta en las bodegas y los tanques de lastre, asegurada por 255 toneladas en sacos sobre el grano suelto. Los registros indican que este fue uno de los principales errores implicados en el hundimiento: había sido retenido por una huelga de trabajadores portuarios y Diebitsch, bajo una gran presión para zarpar, decidió dejar que el trimado (el almacenamiento correcto de la carga suelta para que no se mueva en la bodega) lo hiciera su propia tripulación sin capacitación. Más tarde se descubrió que también había llenado el tanque de lastre con cebada. A pesar de que las pruebas del período de balanceo (el tiempo que tarda el barco en enderezarse después de las transferencias de carga) mostraron que era peligrosamente inestable, Diebitsch decidió zarpar.
En la mañana del 21 de septiembre de 1957, el barco se vio atrapado por el huracán Carrie antes de acortar las velas. Más tarde se consideró que, como al oficial de radio también se le habían asignado importantes tareas administrativas (para ahorrar el dinero necesario para el puesto de otro oficial), probablemente no había recibido ninguna de las advertencias de tormenta por radio. Tampoco había respondido a las llamadas de radio de los barcos que lo habían avistado antes en el viaje. Pronto se inclinó severamente hacia babor debido a la tormenta repentina. Como las escotillas y otras aberturas no se cerraron de inmediato, probablemente permitieron la entrada de cantidades considerables de agua, como descubrió la comisión que examinó las causas probables del hundimiento. El abogado de la compañía naviera en la investigación afirmó que el agua entró debido a una fuga. Según la comisión, el agua hizo que se inclinara aún más y que la veta se moviera, lo que agravó la inclinación.
El capitán no ordenó la inundación de los tanques de lastre llenos de granos, lo que habría ayudado a que el barco se enderezara. Cuando se inclinó severamente, no se pudieron desplegar los botes salvavidas porque su costado de babor estaba bajo el agua y el costado de estribor estaba levantado en un ángulo que no permitía el uso de los botes.
Envió señales de socorro antes de zozobrar a las 13:03 hora local y hundirse tras derivar con la quilla hacia arriba durante 30 minutos en medio del Atlántico a 600 millas náuticas (1.100 km; 690 mi) al oeste-suroeste de las Azores en la posición 35°57′N 40°20′O / 35.950, -40.333. Tres botes salvavidas dañados que se habían soltado antes o durante el vuelco y el único bote salvavidas que se había desplegado estaban a la deriva cerca. Ninguno contenía provisiones ni cohetes de señales de socorro en funcionamiento. Posteriormente se vieron muchos tiburones cerca de la posición.
El barco de la Guardia Costera de los Estados Unidos, el cortador Absecon, organizó una búsqueda de supervivientes que duró nueve días, pero solo cuatro tripulantes y dos cadetes fueron rescatados con vida de dos de los botes salvavidas. Se informó de que muchos de los 86 hombres a bordo habían logrado llegar a los botes, pero la mayoría murió en los tres días siguientes. Como ninguno de los oficiales ni el capitán sobrevivieron, las razones del vuelco siguieron siendo inciertas.
El hundimiento fue noticia en todo el mundo; fue una tragedia nacional en Alemania.